# Thaumasia argenteonotata
Thaumasia argenteonotata är en spindelart som först beskrevs av Simon 1898.  Thaumasia argenteonotata ingår i släktet Thaumasia och familjen vårdnätsspindlar. Inga underarter finns listade i Catalogue of Life.